# San José del Cabo
San José del Cabo is een badplaats in de Mexicaanse deelstaat Baja California Sur. San José del Cabo heeft 48.518 inwoners (census 2005) en is de hoofdplaats van de gemeente Los Cabos.
San José del Cabo ligt nabij de zuidpunt van het schiereiland Neder-Californië. De plaats diende al decennialang als tussenstop voor het Manillagaljoen tot ze in 1730 officieel werd gesticht door de jezuïet Nicolás Tamaral. San José vormt samen met Cabo San Lucas de belangrijkste toeristentrekker van het schiereiland. De stad wordt bediend door de Internationale Luchthaven Los Cabos.

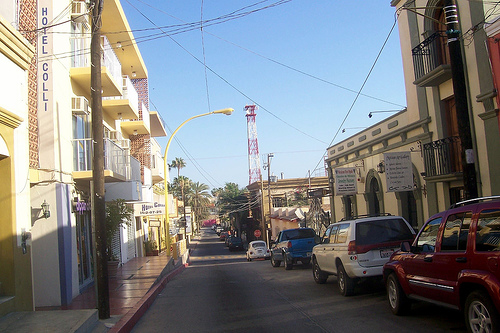
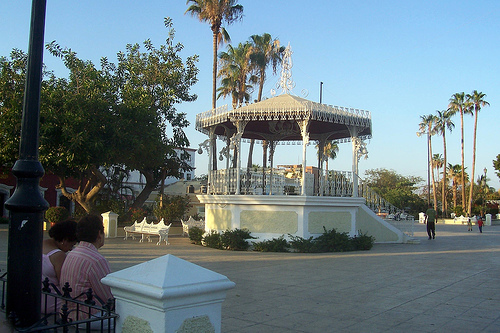